# NGC 1311
NGC 1311 في الفهرس العام الجديد، هي مجرة، تقع في كوكبة الساعة (كوكبة). اكتشفت في 24 ديسمبر 1837 بواسطة جون هيرشل.

## روابط خارجية
- NGC 1311 على موقع ويكي سكاي: DSS2, SDSS, GALEX, IRAS, Hydrogen α, X-Ray, Astrophoto, Sky Map, Articles and images